# Jack Byrne
Pour les articles homonymes, voir Byrne.
Jack Byrne, né le 24 avril 1996 à Dublin, est un footballeur international irlandais. Il évolue au poste de milieu de terrain.

## Biographie

### En club
Après avoir rejoint Manchester City à l'âge de quinze ans, Jack Byrne inscrit six buts en Youth League lors de la saison 2014-2015. Durant l'été 2015, il prolonge de trois saisons son contrat avec City avant d'être prêté une saison au SC Cambuur. Un an plus tard, il est de nouveau prêté, au club des Blackburn Rovers en Championship.
Le 31 janvier 2017, il rejoint Wigan Athletic.
Le 29 août 2017, il est prêté à Oldham Athletic. Le 15 janvier 2018, il les rejoint d'une manière permanente.
Le 31 août 2018, à l'issue de son contrat avec Oldham Athletic, il s'engage pour une saison avec Kilmarnock.
Très peu utilisé, Byrne rompt son contrat avec le club écossais et signe pour le Shamrock Rovers le 7 décembre 2018, équipe phare de son pays d'origine.
Byrne réalise une saison 2020 réussie, autant sur le plan individuel que collectif. Il remporte son premier titre en championnat et en termine deuxième meilleur buteur avec neuf réalisations, à une unité de Patrick Hoban.

### En sélection
Byrne passe par toutes les catégories jeunes de l'Irlande et dispute notamment 10 matchs avec les espoirs.
Convoqué avec la sélection nationale en mars 2019, Byrne honore sa première cape le 10 septembre 2019 lors d'un amical contre la Bulgarie. Il entre en jeu à la place d'Alan Judge en milieu de seconde mi-temps et délivre une passe décisive en fin de match à Kevin Long qui permet à l'Irlande de mener 2-1, avant d'entériner une victoire 3-1,. Pour sa deuxième sélection le 14 novembre, Byrne est titularisé au poste de milieu offensif face à la Nouvelle-Zélande.
Le 15 novembre 2020, Jack Byrne entre en cours de match lors de la défaite de l'Irlande au Pays de Galles. Cette sélection fait de lui le premier joueur du championnat d'Irlande de football sélectionné pour un match en compétition officielle depuis trente cinq ans. Son prédécesseur était déjà un joueur des Shamrock Rovers, Pat Byrne, qui avait joué un match de qualification à la Coupe du monde 1986 contre le Danemark.

## Statistiques
| Saison                | Club                    | Championnat           | Championnat | Championnat | Coupe nationale | Coupe nationale | Coupe de la Ligue | Coupe de la Ligue | Compétition(s) continentale(s) | Compétition(s) continentale(s) | Compétition(s) continentale(s) | République d'Irlande | République d'Irlande | Total | Total |
| Saison                | Club                    | Division              | M.          | B.          | M.              | B.              | M.                | B.                | Comp.                          | M.                             | B.                             | M.                   | B.                   | M.    | B.    |
| 2015-2016             | Manchester City         | Premier League        | 0           | 0           | 0               | 0               | -                 | -                 | -                              | -                              | -                              | -                    | -                    | 0     | 0     |
| 2016-2017             | Manchester City         | Premier League        | 0           | 0           | 0               | 0               | -                 | -                 | -                              | -                              | -                              | -                    | -                    | 0     | 0     |
| 2015-2016             | SC Cambuur (prêt)       | Eredivisie            | 27          | 4           | 1               | 0               | -                 | -                 | -                              | -                              | -                              | -                    | -                    | 28    | 4     |
| 2016-2017             | Blackburn Rovers (prêt) | Championship          | 4           | 0           | 0               | 0               | 3                 | 0                 | -                              | -                              | -                              | -                    | -                    | 7     | 0     |
| 2016-2017             | Wigan Athletic (prêt)   | Championship          | 2           | 0           | 0               | 0               | -                 | -                 | -                              | -                              | -                              | -                    | -                    | 2     | 0     |
| 2016-2017             | Oldham Athletic (prêt)  | League One            | 22          | 4           | 0               | 0               | -                 | -                 | -                              | -                              | -                              | -                    | -                    | 22    | 4     |
| 2017-2018             | Oldham Athletic (prêt)  | League One            | 18          | 1           | 0               | 0               | -                 | -                 | -                              | -                              | -                              | -                    | -                    | 18    | 1     |
| 2018-2019             | Kilmarnock              | Premiership           | 5           | 0           | 0               | 0               | -                 | -                 | -                              | -                              | -                              | -                    | -                    | 5     | 0     |
| 2019                  | Shamrock Rovers         | Premier Division      | 32          | 8           | 4               | 0               | -                 | -                 | C3                             | 4                              | 1                              | 2                    | 0                    | 42    | 9     |
| 2020                  | Shamrock Rovers         | Premier Division      | 17          | 9           | 1               | 0               | -                 | -                 | C3                             | 2                              | 0                              | 1                    | 0                    | 21    | 9     |
| 2021                  | APOEL Nicosie           | First Division        | 5           | 0           | 0               | 0               | -                 | -                 | -                              | -                              | -                              | 0                    | 0                    | 5     | 0     |
| 2022                  | Shamrock Rovers         | Premier Division      | 11          | 1           | 0               | 0               | -                 | -                 | C1                             | 0                              | 0                              | 0                    | 0                    | 11    | 1     |
| Total sur la carrière | Total sur la carrière   | Total sur la carrière | 143         | 27          | 6               | 0               | 3                 | 0                 | -                              | 6                              | 1                              | 3                    | 0                    | 161   | 28    |

## Palmarès
Avec le Shamrock Rovers, Byrne remporte la Coupe d'Irlande en 2019. L'année suivante, il est sacré champion d'Irlande. Il est désigné meilleur du championnat irlandais pour les saisons 2019 et 2020.